# Zoë Strachanová
Zoë Strachan (* 1975 Kilmarnock, Skotsko) je skotská spisovatelka a novinářka. Vystudovala filosofii a archeologii na Univerzitě v Glasgow, nyní zde učí tvůrčí psaní. V roce 2001 vydala svůj první román Negative Space. Mezi její další romány patří Spin Cycle (2004) nebo Ever Fallen in Love (2011). Píše také krátké povídky, libreta, hry, eseje a novinové články. Některá kratší autorčina díla byla publikována v New Writing 15, Bordercrossing Berlin, The Edinburgh Companion to Contemporary Scottish Literature či The Antigonish Review.
V roce 2014 se autorka zúčastnila literárního festivalu Měsíc autorského čtení v Brně. V cyklu České televize “Skotská čítanka – Don't Worry – Be Scottish” byl vysílám díl se Zoë Strachanovou, režíroval ho Pavel Řehořík.

## Díla
- Negative Space (2001)
- Spin Cycle (2004)
- Ever Fallen in Love (2011)